# Više od sreće (singel)
Više od sreće (v slovenščini: Več kot sreča) je skupna pesem srbske folk-pop pevke Svetlane Ražnatović - Cece in pop glasbenika Željka Joksimovića, ki je bila objavljena 10. junija leta 2024, v založbah CecaMusic in MinaCord.
Singel je objavljen v digitalni različici na vseh bolj znanih glasbenih aplikacijah.

## Nastanek dueta
Željko Joksimović je za srbski portal Blic razkril, da je bila njegova ideja, da posname duet s Ceco. O tem je razmišljal od leta 2006, ko je bil prvič gost na njenem albumu Idealno loša, v pesmi Lepi grome moj.  S Ceco sta v studiu posnela tri različne različice pesmi. 

## Promocija dueta
Spletna promocija singla se je začela 10. junija 2024. z objavo videospota na YouTube kanalu. Pesem je v dveh dneh štela 1,5 milijona ogledov (13. junij 2024). 
Televizijska promocija singla se je začela 10. junija 2024. z objavio videospota na K1 televiziji. 

## Izdaja singla
| Digitalna različica | Digitalna različica                                  | Digitalna različica | Digitalna različica | Digitalna različica | Digitalna različica |
| Št.                 | Naslov                                               | Besedilo            | Glasba              | Aranžerji           | Dolžina             |
| ------------------- | ---------------------------------------------------- | ------------------- | ------------------- | ------------------- | ------------------- |
| 1.                  | „Više od sreće‟ (Ceca Ražnatović, Željko Joksimović) | Miloš Roganović     | Miloš Roganović     | Željko Joksimović   | 3:30                |

## Uspeh na lestvicah

### YouTube
Ceca in Željko sta se s pesmijo zavihtela na lestvice najbolj gledanih videoposnetkov na Youtube, in sicer v vseh državah nekdanje Jugoslavije in tudi Avstrije, Švice in Nemčije. 
| Država               | Najvišja uvrstitev |
| -------------------- | ------------------ |
| Bosna in Hercegovina | 1                  |
| Črna Gora            | 1                  |
| Srbija               | 1                  |
| Severna Makedonija   | 1                  |
| Avstrija             | 1                  |
| Slovenija            | 1                  |
| Hrvaška              | 1                  |
| Švica                | 27                 |
| Nemčija              | 12                 |
| Švedska              | 23                 |

### Serbian music charts
Ceca in Voyage sta s pesmijo zasedla prvo mesto na uradni Serbian music charts lestvici. 
| Datum          | Najvišja uvrstitev |
| -------------- | ------------------ |
| 17. junij 2024 | 5                  |

### Balkan radio
| Datum         | Najvišja uvrstitev |
| ------------- | ------------------ |
| 5. julij 2024 | 1                  |

### Balkan Top 100
| Datum         | Najvišja uvrstitev |
| ------------- | ------------------ |
| 1. julij 2024 | 14                 |

### Radijski Top 40 Music Charts
| Datum          | Najvišja uvrstitev |
| -------------- | ------------------ |
| 20. junij 2024 | 3                  |

### Top 18 (Dalmacijadanas)
| Datum          | Najvišja uvrstitev |
| -------------- | ------------------ |
| 29. junij 2024 | 11                 |